# Malyniwka (Polohy)
Malyniwka (ukrainisch Малинівка; russisch Малиновка Malinowka) ist ein Dorf im Nordosten der ukrainischen Oblast Saporischschja mit etwa 1 Einwohnern.
Das 1800 gegründete Dorf liegt westlich des Flusses Jantschul (Янчул), 17 Kilometer östlich vom ehemaligen Rajonzentrum Huljajpole, 27 Kilometer nordöstlich vom Rajonszentrum Polohy und 105 Kilometer östlich der Oblasthauptstadt Saporischschja.

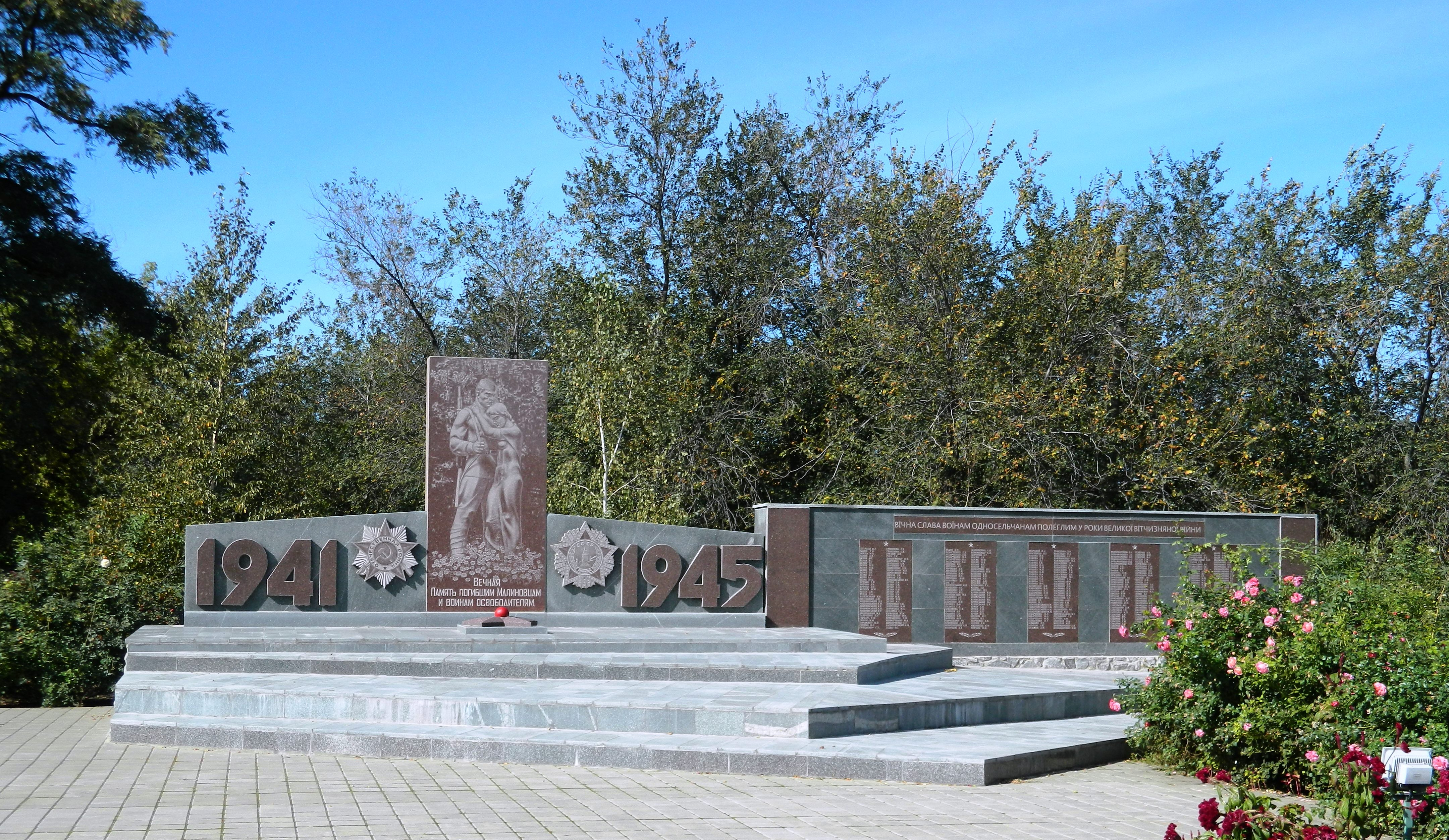
Denkmal im Ort

Bis zum 10. Juni 1946 trug es den Namen Turkeniwka (Туркенівка) und dann bis zur Umbenennung 1963 den Namen Nowoseliwka (Новоселівка).
Am 5. März 2022 wurde der Ort durch russische Truppen im Rahmen des Russischen Überfalls auf die Ukraine eingenommen, am 22. März wurde er durch ukrainische Truppen wieder zurückerobert und befindet sich seither an der Frontlinie.

## Verwaltungsgliederung
Am 3. August 2018 wurde das Dorf zum Zentrum der neugegründeten Landgemeinde Malyniwka (Малинівська сільська громада/Malyniwska silska hromada). Zu dieser zählten auch die 11 in der untenstehenden Tabelle aufgelisteten Dörfer, bis dahin bildete es die gleichnamige Landratsgemeinde Malyniwka (Малинівська сільська рада/Malyniwska silska rada) im Osten des Rajons Huljajpole.
Am 12. Juni 2020 kam noch das Dorf Ljubymiwka zum Gemeindegebiet.
Am 17. Juli 2020 kam es im Zuge einer großen Rajonsreform zum Anschluss des Rajonsgebietes an den Rajon Polohy.
Folgende Orte sind neben dem Hauptort Malyniwka Teil der Gemeinde:
| Name                     | Name           | Name                         |
| ukrainisch transkribiert | ukrainisch     | russisch                     |
| ------------------------ | -------------- | ---------------------------- |
| Lewadne                  | Левадне        | Левадное (Lewadnoje)         |
| Ljubymiwka               | Любимівка      | Любимовка (Ljubimowka)       |
| Nowodariwka              | Новодарівка    | Новодаровка (Nowodarowka)    |
| Nowoslatopil             | Новозлатопіль  | Новозлатополь (Nowoslatopol) |
| Nowoukrajinske           | Новоукраїнське | Никольское (Nikolskoje)      |
| Olhiwske                 | Ольгівське     | Ольговское (Olgowskoje)      |
| Ochotnytsche             | Охотниче       | Охотничье (Ochotnitschje)    |
| Poltawka                 | Полтавка       | Полтавка                     |
| Pryjutne                 | Приютне        | Приютное (Prijutnoje)        |
| Remiwka                  | Ремівка        | Ремовка (Remowka)            |
| Stepowe                  | Степове        | Степовое (Stepowoje)         |
| Wyschnewe                | Вишневе        | Вишнёвое (Wischnjowoje)      |